# Annemarie Kuhn
Annemarie Kuhn (Ludwigshafen am Rhein, 9 maggio 1937) è una politica tedesca, membro del Partito Socialdemocratico di Germania ed europarlamentare dal 1990 al 1999.

## Biografia
Dopo aver frequentato il liceo dal 1947 al 1953, Annemarie Kuhn trovò lavoro come impiegata di banca. Nel 1956 entrò a far parte del direttivo dello IG Chemie-Papier-Keramik del distretto Renania-Palatinato/Saarland, il sindacato dei lavoratori del settore chimica, carta e ceramica. Fu segretaria del direttore distrettuale e dal 1977 segretaria sindacale per gli affari europei e i lavoratori stranieri.
Dal 1964 fu membro del Partito Socialdemocratico di Germania, dapprima negli Jusos e poi nel gruppo di lavoro delle donne socialdemocratiche. Nel 1974 venne eletta all'interno del consiglio comunale di Magonza, dove prestò servizio fino al 1991.
Risultò eletta al Parlamento europeo in seguito alle europee del 1989; rimasta inizialmente fuori dall'assemblea, ottenne il seggio a dicembre del 1990, subentrando alla dimissionaria Beate Weber. Fu riconfermata per un altro mandato completo nella tornata del 1994. In seno al Parlamento europeo, fu componente della commissione per l'ambiente, la sanità pubblica e la sicurezza alimentare e della commissione per le petizioni. Nel 1998 si rese autrice di una proposta che rendesse più severe le regole legate alla garanzia sui beni di consumo, tutelando i diritti degli acquirenti.